# Darktable

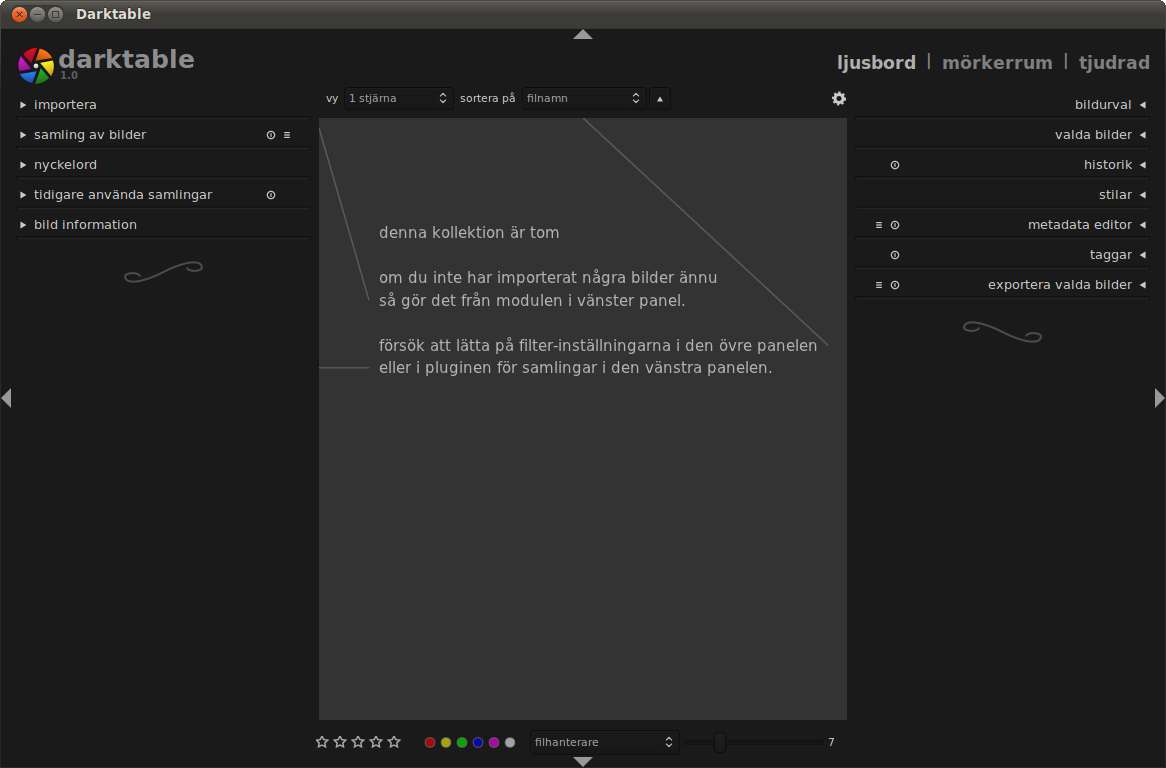
Standardutseendet när man startar Darktable 1.0 första gången.

Darktable, av utvecklarna skrivet darktable, är ett fritt fotohanteringsprogram som har öppen källkod. Programmet fokuserar på att underlätta för fotografer att utföra repetitiva redigeringar på många bilder, utan att förstöra originalbilderna. Istället för att vara ett rastergrafik-bildbehandlingsprogram som GIMP och Krita, så är Darktable utrustat med ett antal parameterstyrda verktyg för att möjliggöra icke-destruktiva ändringar. Det används för att redigera RAW-filer.
Darktable finns gratis att ladda ned för Windows, de flesta stora linuxdistributioner samt för Mac OS.

## Bakgrund
Första versionen av Darktable släpptes i april 2009. Första stabila versionen (1.0) släpptes den 15 mars 2012. Version 2.0 släpptes 24 december 2015 och använder nu gtk-3.0.

## Funktioner

### Grundläggande funktioner
Färghantering
Darktable har inbyggt ICC-profil stöd för sRGB, Adobe RGB, CIE 1931 XYZ  och linjära RGB profiler.
Icke-förstörande redigering
Grundmaterialet ändras inte vid en redigering, istället skapas en EDL (Edit decision list) som hanterar alla redigeringar, här kan man även gå in och slå av och på redigeringar för att påverka slutresultatet.
Prestanda
Alla kärnfunktioner i Darktable kör 4x32-bit flyttals pixelbuffer som möjliggör SSE-instruktionsstöd för prestandaoptimering genom OpenCL för GPU och CPU acceleration. OpenCL stöd måste aktiveras för att det ska användas i programmet.
Exportering
Utöver vanlig lokal lagring av bilder kan Darktable exportera filer till Picasa webbalbum, Flickr som e-postbilagor, och till en enkel htmlbaserad webbgalleri. Både format med lågt dynamisk omfång (JPEG, PNG, TIFF), 16-bitars (PPM, TIFF) och linjära (High Dynamic Range PFM, EXR) bildformat stöds.

### Plugins

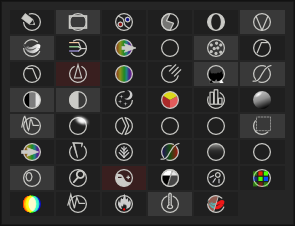
I mörkrumsvyn hittar man plugin-boxen där man väljer de plugins man vill använda.

I med version 1.0 har Darktable 47 plugins i CIELAB och RGB profil. Plugins används för tonmappning, färgjusteringar, linskorrigering, beskärning, vattenstämpling, skärpa, vinjettering och många fler effekter.

## Användargränssnitt
Darktable är indelat i tre vyer. De två huvudsakliga lägena är mörkrum (darkroom), där man redigerar sina bilder, och ljusbord (lighttable) som man organiserar importerar och exporterar sina bilder i. En tredje vy Tjudrad (tethering) används för att koppla kameror till programmet med hjälp av Gphoto.
Ljusbord
Ljusbordet är den vy Darktable normalt startas upp i. Här sköter man import av bilder, EXIF uppgifter, filter, betyg, kategorisering. Batchexport.
Mörkrum
Andra läget i Darktable, hit kommer man om man dubbelklickar på en bild. I denna vyn redigerar man bilderna med de plugins som finns tillgängliga i högerspalten.
Tjudrad
Detta läge kopplar ihop kameror via Gphoto till programmet för direktkontroll via programmet.

## Tidiga versioner
| Version      | Släppt        | Beskrivning |
| ------------ | ------------- | --- |
| 0.1 (alpha)  | 12 april 2009 | Första offentliga utgåvan av Darktable laddades upp på SorgeForge. |
| 1.0 (stabil) | 15 mars 2012  | Första stabila utgåvan av Darktable, lade till fler moduler, unitystöd, stöd för nya kameror, prestandaoptimeringar, olika bugfixar, stöd för kinesiska och mycket mer. |